# De Havilland DH.15
El De Havilland DH.15 Gazelle fue una bancada de motores británica para el motor B.H.P. Atlantic, convertido a partir de un De Havilland DH.9A para realizar pruebas de vuelo en 1919-20. Sólo se construyó un ejemplar.

## Diseño y desarrollo
El DH.15 Gazelle, más conocido simplemente como DH.15, era un DH.9A estándar, completo con armamento original, convertido para su uso como banco de pruebas de motores. El motor involucrado era el B.H.P. Atlantic de 373 kW (500 hp), una unidad V-12 refrigerada por agua producida por Galloway Engineering Co., que fusionó dos motores lineales B.H.P. de seis cilindros en un cárter común. Reemplazó al Liberty 12 de 300 kW (400 hp) estándar, aunque sin un gran cambio en el aspecto, ya que el Atlantic estaba montado detrás de un radiador rectangular similar de gran tamaño. Ambos motores eran V-12 derechos, ambos con cigüeñales cerca de la base y, en cada caso, la hélice estaba montada baja en el morro. Los tubos de escape del DH.15 eran más largos que los del conjunto habitual del DH.9A, se extendían directamente desde las partes superiores del motor y terminaban en la cabina del observador.
Se encargaron dos DH.15, pero sólo se construyó un ejemplar. Realizó numerosos vuelos con el motor Atlantic entre 1919 y 1920.

## Especificaciones
Referencia datos: Jackson

### Características generales
- Tripulación: Dos
- Longitud: 9,1 m (29,9 ft)
- Envergadura: 14 m (45,9 ft)
- Superficie alar: 45,2 m² (486,8 ft²)
- Peso vacío: 1049 kg (2312 lb)
- Peso cargado: 2165 kg (4771,7 lb)
- Planta motriz: 1× motor lineal V12 refrigerado por agua Galloway Atlantic.
  - Potencia: 370 kW (510 HP; 503 CV)
- Hélices: Bipala de paso fijo de madera

### Rendimiento
- Velocidad máxima operativa (Vno): 224 km/h (139 MPH; 121 kt)
- Techo de vuelo: 6100 m (20 013 ft)
- Régimen de ascenso: 7,6 m/s (1496 ft/min)

### Armamento
- Ametralladoras: [2] 

  - 1x Vickers de 7,7 mm frontal fija sincronizada
  - 1x Lewis de 7,7 mm flexible en anillo Scarff
- Bombas: Hasta 210 kg

## Aeronaves relacionadas

### Desarrollos relacionados
- Airco DH.9A

### Secuencias de designación
- Secuencia DH._ (interna de Airco): ← DH.11 - DH.12 - DH.14 - DH.15 - DH.16 - DH.17 - DH.18 →